# Červený Kříž-průmyslový obvod
Červený Kříž-průmyslový obvod je základní sídelní jednotka města Jihlava v okrese Jihlava. Má výměru  22 ha.

## Obyvatelstvo
V roce 1991 a 2001 zde nikdo neměl trvalý pobyt  a v roce 2011 zde žili 4 obyvatelé.

## Poloha
Nachází se v jihozápadní části města. Sousedí se Stříteží, Pávovem, Novým Pávovem, Červeným Křížem a Antonínovým Dolem.